# Ben Sahar
Ben Sahar - em hebraico, בן סהר - (Holon, 10 de agosto de 1989) é um futebolista israelense. Atualmente, joga pelo Apoel.